# Niederösterreichische Landesausstellungsmedaille

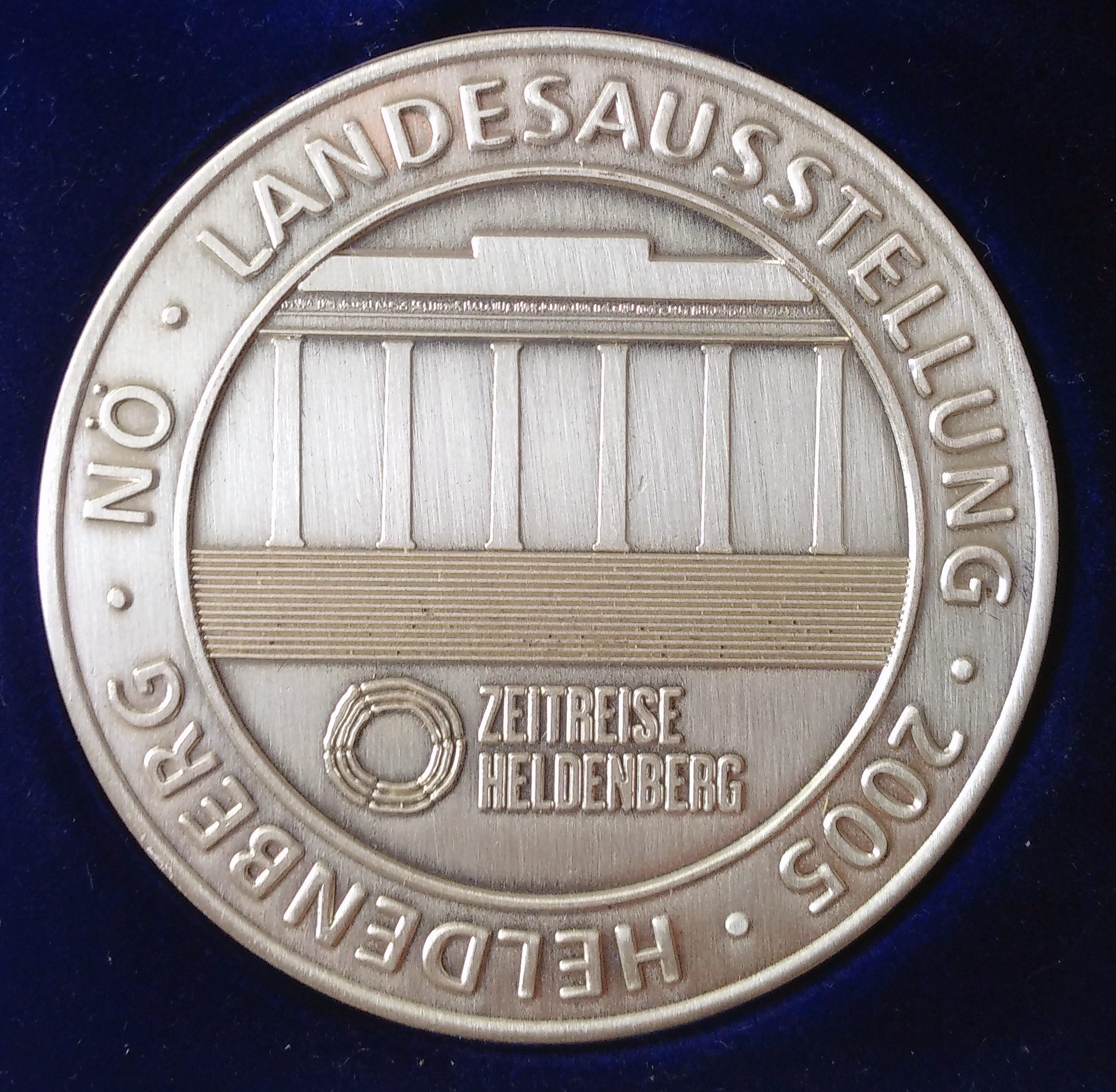
Vorderseite (2005)

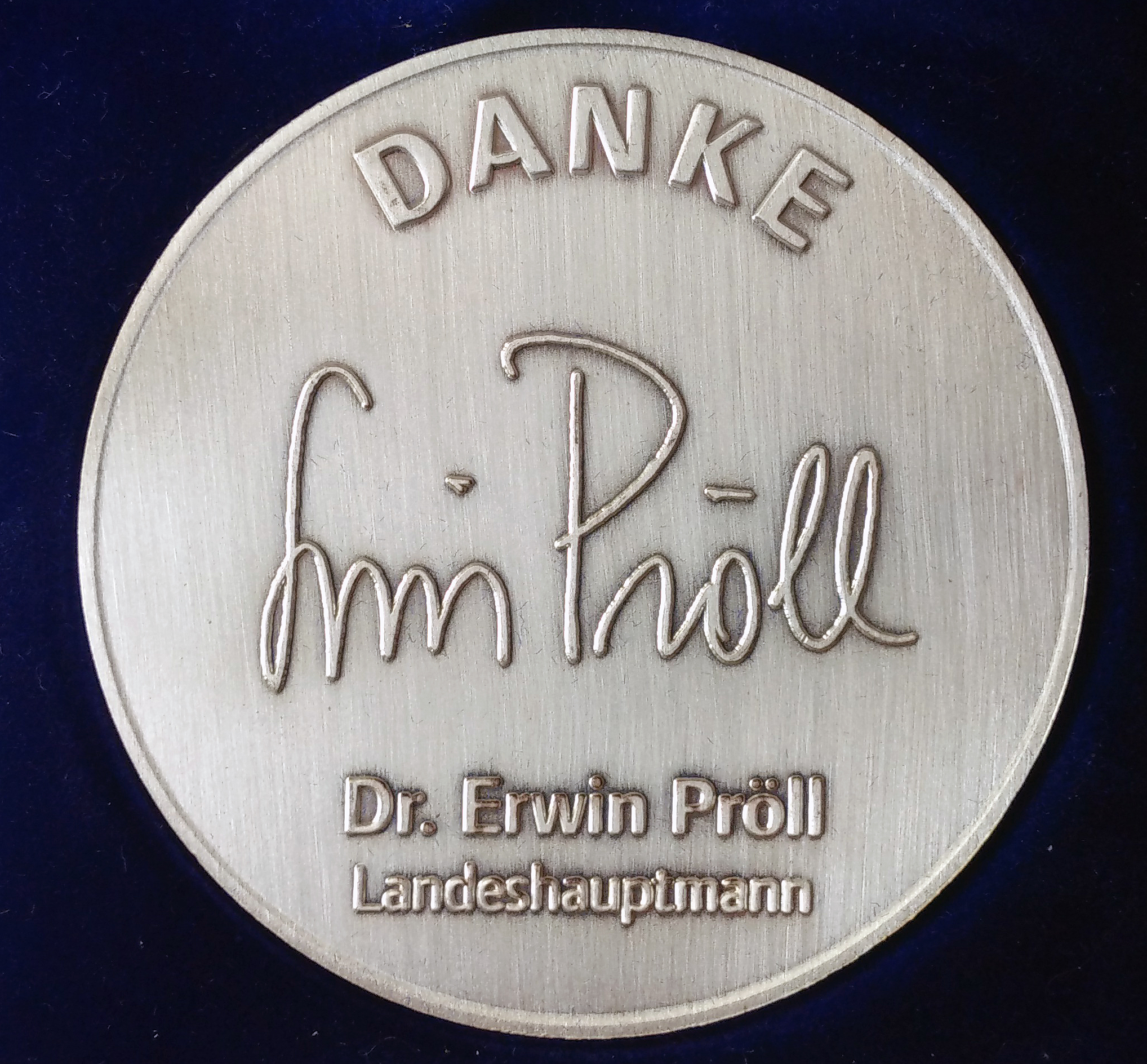
Rückseite (2005)

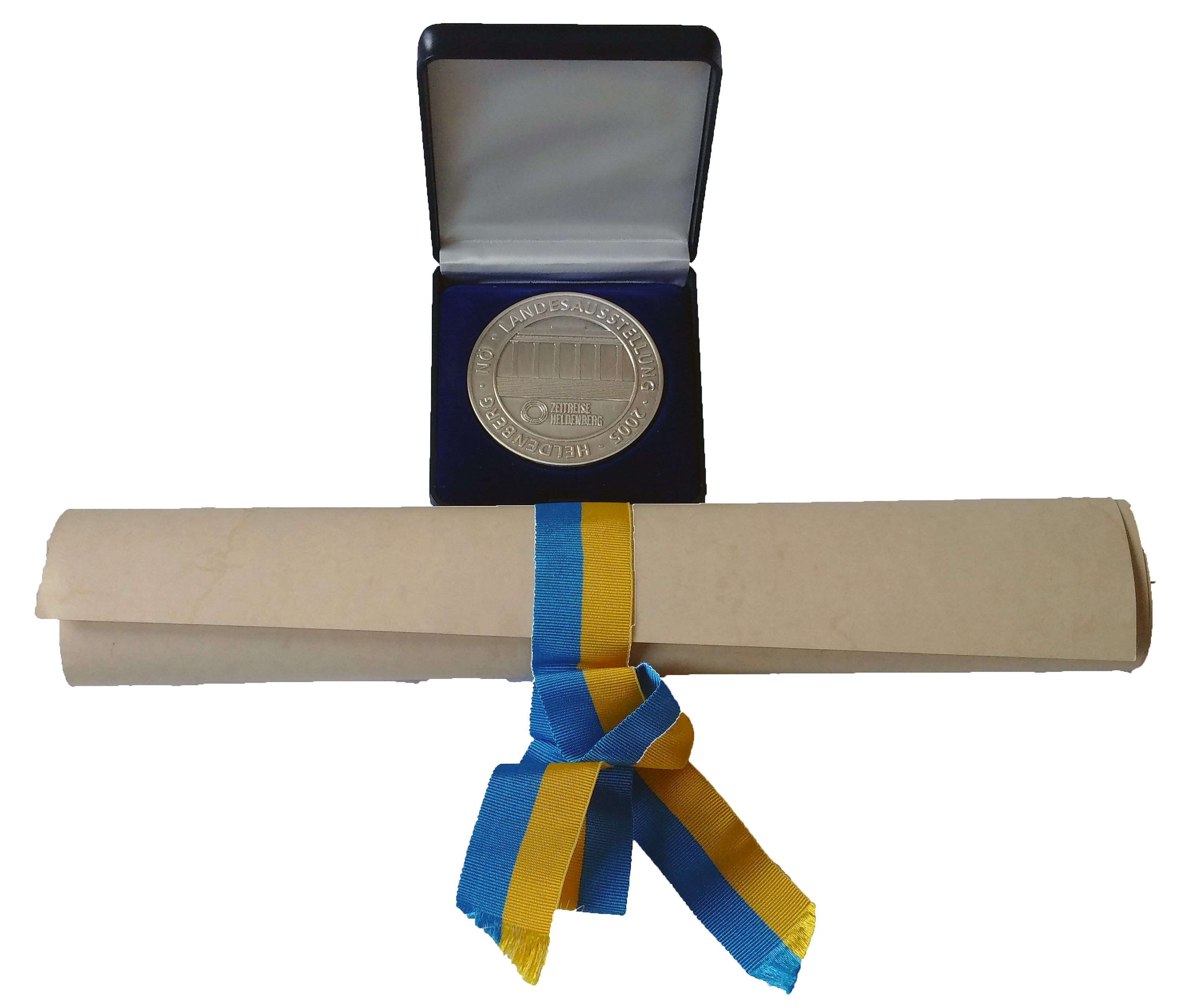
Medaille in Etui mit Urkunde

Die Niederösterreichische Landesausstellungsmedaille ist eine ehrende Anerkennung für Verdienste im Zusammenhang mit der Veranstaltung von Landesausstellungen. Als Anerkennungsmedaille des Landes Niederösterreich wird sie in der Regel persönlich durch den Landeshauptmann überreicht. Anders als das per Landesgesetz regulierte Ehrenzeichen für Verdienste um das Land Niederösterreich handelt es sich bei der Landesausstellungsmedaille um eine besondere, persönliche Auszeichnung durch den Landeshauptmann.

## Geschichte und Beschreibung
Die Landesausstellungsmedaille wurde 2005 durch Landeshauptmann Erwin Pröll anlässlich der Ausstellung zur Geschichte des zwei Kilometer von Prölls Heimatort entfernten „Heldenbergs“ ins Leben gerufen. Die Ehrung ist mit einer Urkunde des Landeshauptmanns verbunden, in der er seinen Dank und seine Anerkennung für den Einsatz und das Engagement für das Bundesland Niederösterreich zum Ausdruck bringt.
Die silberfarbene Medaille hat einen Durchmesser von 55 mm. Die Vorderseite der Medaille trägt die Umschrift „NÖ • Landesausstellung • [Jahr] • [Veranstaltungsort]“ sowie ein mit dem Ausstellungsthema oder Veranstaltungsort in Beziehung stehendes Flachrelief. Die Rückseite zeigt den Namen und die faksimilierte Unterschrift des verleihenden Landeshauptmanns. Besitzer der Medaille können auch eine Anstecknadel mit blau-goldenem Bandabschnitt tragen.
Die Medaille erhalten Personen, die durch ihre aktive Tätigkeit bei der Vorbereitung und Durchführung der Landesausstellungen sowie den damit verbundenen gemeinnützigen Zielen hervorragende Verdienste geleistet haben, z. B. Kuratoren. Die Kulturabteilung der niederösterreichischen Landesregierung schlägt die betreffenden Personen dem Büro des Landeshauptmanns vor, der die Medaillen – meist nach Abschluss der Ausstellung – in feierlichem Rahmen überreicht. Dieser Vorgang und ihre Stiftung durch den Landeshauptmann machen die Medaille im echten Sinne zu einem öffentlichen Ehrenzeichen.